# Cratogeomys fumosus
Cratogeomys fumosus és una espècie de mamífer rosegador de la família dels geòmids. És endèmic de l'Eix Volcànic Transversal de Mèxic, on viu a altituds d'entre 300 i 3.370 msnm. El seu hàbitat natural són les zones de sòl volcànic a pinedes, rouredes i herbassars, tot i que també se'l troba a medis degradats i camps de conreu. És una espècie en risc mínim, és a dir, no sembla que hi hagi cap amenaça significativa per a la seva supervivència.

## Descripció
És una espècie relativament petita que mesura entre 27 i 30 centímetres, té una cua d'entre 7 i 9 centímetres, i té un unes potes del darrere que fan entre 3,7 i 4,4 centímetres. El seu pes varia entre els 250 i els 1.030 grams. El seu pelatge és de color marró o gris pissarra. Té un coixinet nasal poc desenvolupat. La seva formula dental és: {\displaystyle {\tfrac {1.0.1.3}{1.0.1.3}}}

## Hàbitat
Viu en una àmplia varietat d'hàbitats des del boscos caducifolis a baixa alçada fins al boscos de pins i roures més elevats. Les poblacions que viuen en llocs més elevats es troben en petites clarianes i altres zones obertes dels boscos amb sòls profunds d'origen volcànic, mentre les poblacions que viuen en elevacions més baixes viuen en hàbitats àrids amb sòls sorrencs cobert per una fina capa d'herba i matolls. Aquesta espècie evita les zones de boscos densos i de sòls poc profunds o rocosos.

## Ecologia
Aquesta espècie comparteix hàbitat amb Thomomys umbrinus i, ocasionalment, amb Zygogeomys trichopus. S'han capturat femelles embarassades els mesos de març, abril i juliol, fet que suggereix que és probable que l'aparellament sigui oportunista. A cada ventrada neixen de una a cinc cries.
Els individus d'aquesta espècie són depredats per guineus, toixons, coiots, àguiles, falcons, mussols i serps.

## Subespècies
S'han descrit les següents subespècies (segon ITIS):
- C. f. angustirostris (Merriam, 1903)
- C. f. fumosus (Merriam, 1892)
- C. f. imparilis (Goldman, 1939)
- C. f. tylorhinus (Merriam, 1895)